# Cerchio di copertura
Il cerchio di copertura di un obiettivo fotografico, è la sua più ampia figura circolare (da cui il nome) dell'immagine proiettata sul piano focale. Il diametro del cerchio di copertura è misurato come ampiezza angolare ed è solitamente maggiore del sensore per cui è progettata la lente. Il cerchio di copertura è anche detto cerchio d'immagine o cerchio di illuminazione, e non indica l'angolo di campo ripreso sul fotogramma.
Al suo interno vi può essere un'altra area circolare più ristretta, detta di «buona definizione», dove l'immagine può apparire più correttamente e meno aberrata. Di solito è proprio il «cerchio di buona definizione» che definisce la dimensione massima del sensore, o comunque (di solito) è il sensore a determinare il «cerchio di buona definizione» delle lenti progettate per quel sistema.  

## Generalità
Gli obiettivi fotografici vengono progettati con un cerchio di copertura idoneo ad illuminare correttamente e con buona definizione, tutto il sensore sul piano focale, a qualsiasi distanza di messa fuoco possibile dall'obiettivo stesso. La forma del sensore è generalmente rettangolare, per cui la sua diagonale determina l'angolo di campo più ampio ripreso sulla fotografia. L'angolo di campo principale degli obiettivi è determinato proprio dalla diagonale del sensore per cui sono stati progettati, ma spesso nelle specifiche del obiettivo vengono forniti anche i valori di altezza e larghezza del campo ripreso, espressi sempre come gradi angolari. Le aberrazioni ottiche piuttosto elevate verso la circonferenza del cerchio di copertura, dovranno essere escluse utilizzando solo una ristretta porzione centrale, di quella fornita dall'obiettivo (definita area utile), con il diametro corrispondente alla diagonale del formato; questo serve anche per evitare esagerate cadute di "luminosità" ai bordi della foto (vignettatura).
L'immagine circolare proiettata sul piano focale dagli obiettivi progettati per il formato 24x36, copre in genere un diametro intorno ai 60 mm (55÷65 mm), mentre le ottiche per sensori APS-C, dovrà proiettare circoli con diametri di almeno 36 mm. L'ottica progettata per il medio formato, dovrebbe essere in grado di proiettare immagini circolari di diametro almeno 140 mm, per coprire con discreta qualità il fotogramma del formato 6x9 cm, ma non tutte le ottiche sono così specifiche. Le ottiche specifiche per l'uso con il banco ottico, dove il piano focale e quello dell'obiettivo sono mobili ed indipendenti dall'asse ottico, dovranno produrre un cerchio di copertura molto più ampio, rispetto ai grandi formati per i quali sono utilizzati, per assecondare le possibilità di decentramento e dei vari movimenti del banco.
Per ragioni che dipendono dalla copertura circolare utile dell'obiettivo e rispettando il tiraggio, ogni ottica potrebbe essere adoperata anche per sensori e fotogrammi di dimensioni inferiori a quelli nominali, ma al contrario, se utilizzati per sensori con dimensioni maggiori, i risultati saranno controproducenti. In questo modo, le ottiche per il medio formato possono essere adattate su tutte le fotocamere di piccolo formato (24x36, APS-C, M4/3, 1"), ma non il contrario, infatti ad esempio quelle progettate per i sensori APS-C, se poste sul formato 24x36, produrranno vignettatura e scarsa qualità ai bordi.